# Moritz Pertramer
Moritz Pertramer (* 1987) ist ein deutscher Synchronsprecher. Seine erste große Synchronrolle bekam Pertramer 2001 mit der Stimme für Draco Malfoy, gespielt von Tom Felton in den Harry-Potter-Filmen. Er wohnt in München.

## Synchronrollen (Auswahl)
Tom Felton
- 2001: Harry Potter und der Stein der Weisen als Draco Malfoy
- 2002: Harry Potter und die Kammer des Schreckens als Draco Malfoy
- 2004: Harry Potter und der Gefangene von Askaban als Draco Malfoy
- 2005: Harry Potter und der Feuerkelch als Draco Malfoy
- 2007: Harry Potter und der Orden des Phönix als Draco Malfoy
- 2009: Harry Potter und der Halbblutprinz als Draco Malfoy
- 2010: Harry Potter und die Heiligtümer des Todes: Teil 1 als Draco Malfoy
- 2010: Männertrip als Tom Felton
- 2011: Harry Potter und die Heiligtümer des Todes: Teil 2 als Draco Malfoy
- 2011: Planet der Affen: Prevolution als Dodge Landon
- 2012: Das verlorene Labyrinth als Viscount Trencavel
- 2013: Dido Elizabeth Belle als James Ashford
- 2016: Auferstanden als Lucius

Shaun Fleming
- 2003: Jeepers Creepers 2 als Billy Taggart
- 2017: Feed als Matthew Grey

## Hörbücher
- 2023: Tom Felton: Jenseits der Magie: Von Segen und Fluch, als Zauberer groß zu werden, Edel Books/Audible (EAN: 4029759183600)